# Vera Ralston
Vera Hruba Ralston, pseudonimo di Věra Helena Hrubá (Praga, 12 luglio 1919 – Santa Barbara, 9 febbraio 2003), è stata un'attrice e pattinatrice su ghiaccio cecoslovacca naturalizzata statunitense.

## Biografia
Prima di diventare attrice, Věra Helena Hrubá si distinse nella disciplina del pattinaggio di figura, rappresentando il suo paese natio, la Cecoslovacchia, ai Campionati Europei del 1936, dove conquistò il quindicesimo posto. Nello stesso anno ottenne un piazzamento al diciassettesimo posto alle Olimpiadi Invernali svoltesi in Germania, mentre l'anno successivo si ripresentò ai Campionati Europei migliorando il proprio piazzamento fino al settimo posto.
Nel marzo del 1939, in coincidenza con l'occupazione tedesca della Cecoslovacchia, la Ralston lasciò la natia Praga e con la madre emigrò negli Stati Uniti per raggiungere Hollywood, dove apparve nei film-rivista, Ice Capades (1941) e Ice-Capades Revue (1942), nei quali fece sfoggio della sua abilità di pattinatrice sul ghiaccio. Nel 1943 siglò un contratto con la Republic Pictures, una casa produttrice cinematografica meno prestigiosa rispetto alle grandi "major" hollywoodiane, specializzata in serial come quello sul personaggio di Dick Tracy, e in western a basso costo interpretati da Gene Autry e Roy Rogers. La Republic stava attraversando nei primi anni quaranta un momento di grandezza poiché aveva sotto contratto John Wayne e stava godendo della popolarità che l'attore aveva acquisito dopo essere stato prestato alla United Artists per Ombre rosse (1939) di John Ford. Il boss della Republic, Herbert J. Yates, fu entusiasta della Ralston e insistette per imporla come protagonista femminile dei film più importanti prodotti dallo studio, benché all'ex stella del pattinaggio mancassero in verità il talento e le prerogative di una vera star e le sue quotazioni al box-office fossero poco soddisfacenti.
Nei ventisette film a cui partecipò durante la sua carriera, la Ralston interpretò prevalentemente ruoli di donne straniere, per giustificare il suo accento europeo e i suoi limiti nella lingua inglese. Dopo essere apparsa accanto a Erich Von Stroheim in La donna e il mostro (1944) e Storm Over Lisbon (1944), l'attrice fu affiancata a John Wayne, all'epoca il divo di maggior richiamo della Republic, nei western Il cavaliere audace (1945) e Il ritorno del kentuckiano (1949), ma entrambi i film ottennero scarsi risultati al botteghino e la presenza della Ralston quale partner di Wayne risultò poco significativa.
Divenuta cittadina americana nel 1946, la Ralston sposò il settantaduenne Herbert J. Yates (più anziano di lei di quarant'anni) nel 1952 mentre, nello stesso anno, con l'abbandono di John Wayne, la Republic perse una risorsa prestigiosa e redditizia, avviandosi verso il declino. Yates tentò di ingaggiare altri nomi maschili importanti e, arrivando a inimicarsi gli azionisti della casa produttrice e gli stessi fan, continuò a imporre la presenza della moglie nelle maggiori produzioni della Republic. Sia Fred MacMurray, ingaggiato per l'avventuroso Il ribelle di Giava (1953), che Sterling Hayden, scritturato per il western Timberjack (1955), pretesero speciali garanzie finanziarie per accettare la Ralston come partner femminile.
Strettamente legata alle vicende della Republic, la carriera della Ralston si avviò rapidamente al declino, mentre la casa produttrice abbandonava i suoi progetti ambiziosi e ritornava alle produzioni in serie. L'attrice apparve ancora in alcuni modesti film western e d'avventura, come La grande carovana (1954) e Duello a Rio Bravo (1957), e nel thriller The Man Who Died Twice (1958), che fu la sua ultima apparizione sullo schermo prima del definitivo ritiro dalle scene. L'anno successivo anche la Republic chiuse i battenti, dopo aver realizzato un ultimo western a basso costo, 12 pistole del West (1958).
Dopo la morte di Yates, avvenuta nel 1966, la Ralston soffrì di un esaurimento nervoso da cui successivamente si riprese. Risposatasi nel 1973 con l'uomo d'affari Charles de Alva, l'attrice si stabilì nel sud della California e condusse serenamente la propria esistenza fino alla morte nel 2003, all'età di 83 anni, dopo una lunga battaglia contro il cancro.

## Filmografia
- Ice-Capades, regia di Joseph Santley (1941)
- Ice-Capades Revue, regia di Bernard Vorhaus (1942) (non accreditata)
- La donna e il mostro (The Lady and the Monster), regia di George Sherman (1944)
- Storm Over Lisbon, regia di George Sherman (1944)
- Lake Placid Serenade, regia di Steve Sekely (1944)
- Il cavaliere audace (Dakota), regia di Joseph Kane (1945)
- La morte ride (Murder in the Music Hall), regia di John English (1946)
- Plainsman and the Lady, regia di Joseph Kane (1946)
- Týden v tichém dome, regia di Jirí Krejcík (1947)
- La saga dei pionieri (Wyoming), regia di Joseph Kane (1947)
- La fiamma (The Flame), regia di John H. Auer (1947)
- I, Jane Doe, regia di John H. Auer (1948)
- Il sortilegio delle Amazzoni (Angel on the Amazon), regia di John H. Auer (1948)
- Il ritorno del kentuckiano (The Fighting Kentuckian), regia di George Waggner (1949)
- Il diavolo nella carne (Surrender), regia di Allan Dwan (1950)
- Il mio bacio ti perderà (Belle Le Grand), regia di Allan Dwan (1951)
- Nagasaki (The Wild Blue Yonder), regia di Allan Dwan (1951)
- L'impero dei gangster (Hoodlum Empire), regia di Joseph Kane (1952)
- Mercato di donne (A Perilous Journey), regia di R.G. Springsteen (1953)
- Il ribelle di Giava (Fair Wind to Java), regia di Joseph Kane (1953)
- La grande carovana (Jubilee Trail), regia di Joseph Kane (1954)
- Timberjack, regia di Joseph Kane (1955)
- I gangster non perdonano (Accused of Murder), regia di Joseph Kane (1956)
- Fiamme sulla grande foresta (Spoiler of the Forest), regia di Joseph Kane (1957)
- Duello a Rio Bravo (Gunfire at Indian Gap), regia di Joseph Kane (1957)
- The Notorious Mr. Monks, regia di Joseph Kane (1958)
- The Man Who Died Twice, regia di Joseph Kane (1958)

## Doppiatrici italiane
- Rosetta Calavetta in Dakota/Il cavaliere solitario/Il cavaliere audace, La donna e il mostro, La morte ride/Il pugnale misterioso, Il diavolo nella carne
- Dhia Cristiani in La saga dei pionieri, Duello a Rio Bravo
- Lydia Simoneschi in La grande carovana, Il mio bacio ti perderà
- Rina Morelli in Il sortilegio delle amazzoni
- Renata Marini in Dopo Waterloo/Il ritorno del kentuckiano
- Andreina Pagnani in Il ribelle di Giava